# Henry Bouverie
Henry Frederick Bouverie (11 juillet 1783 - 14 novembre 1852) est un officier de l'armée britannique.

## Biographie

### Carrière militaire
Il est le fils d'Edward Bouverie, de Delapré Abbey, Hardingstone dans le Northamptonshire, et de sa femme, Harriet Fawkener, fille unique et unique héritière de Sir Everard Fawkener  et neveu du 1er comte de Radnor. Bouverie fait ses études au Collège d'Eton et est Cornette dans le 2nd Dragoon Guards en 1799, transféré aux Coldstream Guards en tant qu'enseigne quelques mois plus tard. Il passe le reste de sa carrière militaire dans les Coldstream Guards.
Pour ses services pendant la guerre d'Espagne, il reçoit la Croix d'or de l'armée, avec un fermoir, pour les batailles de Salamanque, Vitoria, Saint-Sébastien, la Nive et Orthez. Il devient officier général commandant le commandement du Nord en 1828 et gouverneur de Malte en 1836 .
Un vitrail est dédié au général le 9 février 1869 à l'église St Edmunds, Hardingstone par les locataires et autres habitants de la paroisse .

## Distinctions
- Ordre du Bain